# Noreppa chromus
Espèce
Synonymes
- Archaeoprepona chromus (Guérin-Méneville, 1844) (préféré par BioLib)[1]
- Noreppa chromus chromus (Guérin-Méneville, 1844)[1]
- Noreppa chromus (Guérin-Méneville, 1844)[1]
- Nymphalis (Prepona) chromus Guérin-Méneville, 1844[1]
- Prepona chromus chiliarches Fruhstorfer, 1916[1]
- Prepona chromus fassli Röber, 1914[1]
- Prepona chromus obsoleta Orfila, 1950[1]
- Prepona chromus xenarchus Fruhstorfer, 1916[1]
- Prepona hercules Doubleday, 1848[1]
- Prepona hercules Doubleday, 1849[1]

Noreppa chromus est une espèce d'insectes lépidoptères (papillons) de la famille des Nymphalidae, de la sous-famille des Charaxinae et du genre Noreppa dont il est le seul représentant.

## Systématique
L'espèce Noreppa chromus a été initialement décrite en 1844 par le zoologiste français Félix Édouard Guérin-Méneville (1799-1874) sous le protonyme de Nymphalis chromus.

## Liste des sous-espèces
Selon NCBI (16 novembre 2021) :
- Noreppa chromus chromus Guérin-Méneville, 1844 ; présent en Colombie, au Venezuela, en Bolivie, au Pérou et en Argentine.
- Noreppa chromus priene Hewitson, 1859 ; présent en Colombie[2].

## Description
Noreppa chromus est un papillon d'une envergure d'environ 85 mm aux ailes antérieures à bord externe concave.
Le dessus est de couleur marron foncé avec aux ailes postérieures une large plage centrale bleu métallisé depuis la base et une ligne submarginale d'ocelles centrés de bleu. Chez Noreppa chromus priene une petite plage bleue en triangle depuis le bord interne est présente aux ailes antérieures.
Le revers est de deux tons de beige séparés par une ligne marron et mime une feuille morte.

## Écologie et distribution
Noreppa chromus est présent en Colombie, en Équateur, au Venezuela, en Bolivie, au Pérou et en Argentine,.

### Biotope
En Équateur il réside en altitude entre 1 500 m et 2 000 m.

### Protection
Pas de statut de protection particulier.